# Lone Grove (Oklahoma)
Lone Grove es una ciudad en el condado de Carter, Oklahoma, Estados Unidos. La población era de 4,631 en el censo de 2000. Forma parte del Área metropolitana de Ardmore.
La ciudad, localizada a siete millas al oeste de Ardmore en la U.S. Route 70, es una comunidad de Ardmore, con muchos residentes empleados en Ardmore. 

## Tornados de febrero de 2009
El 10 de febrero de 2009 un tornado mató a ocho personas en Lone Grove. El Servicio Nacional Meteorológico clasificó al tornado como un EF-4 con vientos de esta 165 mph. According to the Lone Grove city manager 114 homes and mobile homes were destroyed, and 46 people were injured.
Algunas cadenas de televisión reportaban hasta nueve personas muertas, pero fue denegado por el departamento de manejo de emergencia de Oklahoma.
El tornado pasó a las 7:30 p. m. (CST) matando a 8 personas y dejando a 14 gravemente heridas. Siete murieron en Lone Grove y la otra fue una persona que pasaba en un camión. Aunque los tornados son comunes en la zona, son muy inusuales en febrero, y muchos residentes fueron sorprendidos, a pesar de las sirenas de tornados. Según el Servicio Nacional de Meteorología desde 1950, el estado ha sido golpeado por 44 tornados en el mes de febrero.

## Geografía
Lone Grove está localizada en las coordenadas 34°10′39″N 97°14′55″O / 34.17750, -97.24861 (34.177474, -97.248666).
Según la Oficina del Censo de los Estados Unidos, la ciudad tiene un área total de 28.1 millas cuadradas (72.8 km²), de la cual 28.1 millas cuadradas (72.7 km²) es tierra y 0.04 millas cuadradas (0.1 km²) es agua (0.11%).